# Grup de la berthierita
El grup de la berthierita és un grup de minerals de la classe dels sulfurs format per tres espècies: la berthierita, la clerita i la garavel·lita. Totes elles són sulfosals que cristal·litzen en el sistema ortoròmbic.
| Espècie      | Fórmula  |
| ------------ | -------- |
| Berthierita  | FeSb₂S₄  |
| Clerita      | MnSb₂S₄  |
| Garavel·lita | FeSbBiS₄ |

Segons la classificació de Nickel-Strunz, els minerals del grup de la berthierita pertanyen a "02.HA: Sulfosals de l'arquetip SnS, amb Cu, Ag, Fe (sense Pb)» juntament amb els següents minerals: calcostibita, emplectita, miargirita, aramayoïta i baumstarkita.
Als territoris de parla catalana ha estat descrita només la berthierita, a tres indrets: al jaciment d'antimoni d'Oms (Rosselló); a la Collada Verda, entre Abella i Pardines (Ripollès); i a la mina Fecunda, a la Vall de Ribes (Ripollès).